# Carlos Martínez (beisbolista dominicano)
Carlos M. Martínez (Villa Vásquez, 26 de mayo de 1982) es un lanzador relevista dominicano que ha jugado en las Grandes Ligas de Béisbol para los Marlins de la Florida. Los fanáticos de los Marlins lo apodaron K-Mart. Hizo su debut en Grandes Ligas el 3 de abril de 2006.

## Carrera
Los Marlins firmaron a Martínez en el año 2000, como amateur. Comenzó su carrera como jugador profesional en la temporada siguiente, a la edad de 19 años, con el equipo de los Marlins en la República Dominicana en la Dominican Summer League. En un principio, fue un lanzador abridor. Abrió 14 de sus 15 partidos, acumulando un récord de 4-7 con una efectividad de 4.50.
En 2002, los Marlins convirtieron a Martínez en relevista. En su primera temporada en los Estados Unidos, jugó para Gulf Coast Marlins, terminando con un récord de 1-2, una efectividad de 1.11, y siete salvamentos. En 2003, volvió a jugar en 3 partidos con los Gulf Coast Marlins y uno con los Jamestown Jammers, pero sus otros 15 partidos fueron para la filial de los Marlins en la South Atlantic League, Greensboro Grasshoppers, allí, se terminó con récord de 0-3 con una efectividad de 2.95 y un salvamento. También pasó toda la temporada 2004 con Greensboro,en 40 partidos, terminó con récord de 2-3 con una efectividad de 3.17 y 6 salvamentos.
Martínez se trasladó a los Jupiter Hammerheads en la Florida State League para la temporada 2005. Allí, se convirtió en el cerrador del equipo, ganando 22 salvamentos para terminar un récord de 4-5 y efectividad de 3.12. También fue capaz de ver algo de tiempo de juego con dos de los equipos de ligas menores afiliados a los Marlins; jugó en un partido en Doble-A con Carolina Mudcats, ganando el salvamento, y dos juegos en Triple-A con Isótopos de Albuquerque.
Martínez comenzó la temporada de 2006 en una relativa oscuridad, ya que solo había jugado tres partidos por encima de Single-A antes de la temporada. Sin embargo, en los entrenamientos de primavera impresionó a los Marlins en gran medida, permitiendo una sola carrera y dos hits en 8 innings y dos tercios para una efectividad de 1.04. Como resultado, venció a otro relevista jóvenes de difícil lanzamientos, Travis Bowyer y el ex cerrador de los Bravos de Atlanta Kerry Ligtenberg por un puesto en el bullpen de los Marlins en el 2006; ambos Bowyer y Ligtenberg se esperaba que estuvieran en el equipo. Los Marlins, que alinearon un equipo muy joven en 2006, comenzaron la temporada con nueve novatos en su roster del Día Inaugural, entre ellos cinco jugadores sin experiencia en las Grandes Ligas:. Martínez, Dan Uggla, Eric Reed, Reggie Abercrombie, y Ricky Nolasco.
Martínez apareció en 12 juegos con los Marlins en el 2006, terminando con récord de 0-1 con una efectividad de 1.74 en 10 entradas y un tercio de trabajo. No permitió cuadrangulares, ponchó a 11 bateadores y dio seis boletos. Su derrota fue en su primer partido del año, el 9 de abril. Martínez lanzó en tres partidos en cuatro días desde el 13 hasta el 16 de abril; fue colocado más tarde en la lista de discapacitados con un codo lesionado y no jugó con los Marlins de nuevo hasta el 4 de junio. Después de regresar a la acción, lanzó 3 entradas y dos tercios sin permitir anotaciones en seis partidos. Hizo su última aparición del año el 22 de junio, cuando permitió un hit, pero no retiró ningún bateador. Luego regresó a la lista de lesionados, después de haber agravado su lesión en el codo, los Marlins lo retiraron de la temporada poco después para que pudiera someterse a una cirugía Tommy John. Regresó a los Marlins el 3 de agosto de 2007, lanzó una entrada y ponchó a un bateador, permitiendo dos carreras limpias.
Martínez fue enviado a Triple-A en New Orleans el 4 de junio de 2009, sacándolo del roster de 40 jugadores.

## Lanzamientos
Martínez lanza una recta de cuatro costuras a 96 mph, junto con una recta de dedos separados, una recta de dos costuras, y un slider.